# East Wellow
East Wellow är en by i civil parish Wellow, i distriktet Test Valley, i grevskapet Hampshire i England. Byn är belägen 15 km från Southampton. East Wellow var en civil parish fram till 1932 när blev den en del av Wellow. Civil parish hade 493 invånare år 1931. Byn nämndes i Domedagsboken (Domesday Book) år 1086, och kallades då Weleue.